# Улица Крупской (Рязань)
Улица Кру́пской — улица в Московском районе города Рязани. Названа в честь посещения города Надеждой Крупской для участия в I окружном педагогическом съезде, проходившем в городе в начале 1930 года.
Берёт начало от Юбилейной улицы, и заканчивается 7-м Мервинским проездом. Её пересекают Народный бульвар, улицы Костычева и Западная. Нумерация домов со стороны Юбилейной улицы.
На улице Крупской находится общественный центр Московского микрорайона — площадь Новаторов.

## История
Улица построена в месте, где находились пахотные и выгонные поля между селом Мервиным, известным с 1594 года и селом Дягилевым, известным с 1628 года. В средние века это место принадлежало к Окологородному стану древнего Рязанского уезда Великого княжества Рязанского. Неподалёку располагалось средневековое село Конищево и соколиные княжеские угодья, напоминанием от которых сегодня остаётся Соколенский мост на железной дороге через реку Павловку. Затем, при формировании Рязанской губернии эти места были включены в новый Рязанский уезд, а следом — в Рязанский район Рязанской области. В 1944—1956 годах здесь существовал отдельный Мервинский район с центром в селе Мервине, а с 1958 года земля будущей улицы Крупской стала частью Рязани.
В 1949 году началось строительство Рязанского станкозавода и посёлка Приокский рядом с ним. Для надёжной связи с городом к посёлку через затопляемую Павловскую пойму была построена новая высокая дамба Московского шоссе с автомобильным мостом через реку Павловку. Это в свою очередь позволило возвести жилой район вокруг новой улицы.
20 февраля 1958 года земли близ Мервина и Дягилева были включены в состав Рязани. Новый жилой район был спроектирован в Пятом генеральном плане города, разработанном в 1965 году. Через год началась застройка района — первыми были построены микрорайоны: № 1 (на Московском шоссе), № 2 (на улице Великанова и Юбилейной). Это были пятиэтажные здания из железобетонных панелей Рязанского домостроительного комбината. Первый дом на улице Крупской был сдан в эксплуатацию в сентябре 1969 года.
В течение последующих десятилетий вокруг улицы возник крупный городской район на 60 тысяч человек. 11 ноября 1969 года была образована площадь Новаторов — общественный центр района. В 1972 году был построен разворотный круг на улице Крупской, от которой стали ходить троллейбусы № 4 и № 10. В 1973 году был построен участок линии до Народного бульвара для 11 троллейбуса, который был запущен 23 ноября. В 1977 году строителями СУ № 22 треста «Рязаньжилстрой» контактная линия была продлена для запуска 17 маршрута. Первые троллейбусы 17 маршрута прошли по улице Крупской 5 ноября того же года. За рулём были водители Евгений Ермаков и Александр Банников. В 1981 году улица Крупской принимает всесоюзные соревнования водителей троллейбусов.
С 1983 года начинается формирование общественного центра района. На площади Новаторов было построено новое здание для Центра научно-технической информации, затем напротив началось строительство главного кампуса для Сельскохозяйственного института. В 1986 году на площадь был привезён и установлен самолёт ТУ-104 с заводским номером 6350104, который был произведен 30 декабря 1956 года. Некоторое время этот борт использовался Министром обороны СССР в качестве личного борта под номером «001 чёрный», а затем был передислоцирован в 43-й Центр боевого применения дальней авиации в Дягилеве. Первоначально, самолёт установили по самому центру площади, в месте, где сегодня построена церковь. Позднее для него была подготовлена площадка у центрального входа ЦНТИ.
В 1989 году на территории пожарной части на углу улиц Юбилейная и Крупской прошли всесоюзные соревнования по пожарно-прикладному спорту. В этом же году начинается строительство молодёжного жилого комплекса в 4 микрорайоне, которое будет полностью завершено к 1997 году.
12 сентября 2019 года улица отметила свой полувековой юбилей.

## Архитектура
Улица Крупской была разработана в рамках Пятого генерального плана города от 1965 года как районная улица для нового Московского района. Она должна была пересекать район с запада на восток и начинаться от Юбилейной улицы, затем пройти через Мервино и Павловскую пойму, соединившись с улицей Военных автомобилистов на транспортной развязке через Михайловское шоссе. Перпендикулярно ей должна была проходить улица от Приокского путепровода на юг, до проектируемой улицы городского значения, выходящей на транспортную развязку около Ситников.
Общественный центр Московского района был спроектирован на Народном бульваре. Он должен был начинаться от кинотеатра «Москва» на одноимённом шоссе и идти до площади Новаторов в виде зелёного бульвара.
В реальности до распада Советского союза район так и не успели достроить. Народный бульвар так и не был закончен — в 2010-е годы его застроили многоэтажными домами. Также не произошло соединение улиц Крупской и Военных автомобилистов. Сохранился 7-й Мервинский проезд — фактически часть улицы Крупской, который должен был стать её продлением после сноса индивидуальных жилых домов. В начале 2020-х строительство продолжения всё же началось в виде нового жилого района в Павловской пойме. Здесь был построен городской Центр единоборств и футбольный манеж.
Архитектура улицы представляет собой образец хрущёвского функционализма и советского модернизма с вкраплениями современной застройки. Начало улицы застроено типовыми пятиэтажными «хрущёвками», которые затем сменяются девятиэтажными панельными домами брежневской эпохи. К образцам советского модернизма относится здание ЦНТИ с фигурными алюминиевыми и железобетонными панелями, высокими этажами и кирпичным кинотеатром. Рядом с центром расположен главный кампус Агротехнологического института в позднемодернистском стиле. Кампус выполнен их жёлтого «цкашного» кирпича с узкими длинными оконными проёмами и навершиями в виде зубцом крепостных стен. На 7-м Мервинском проезде сохранилось несколько индивидуальных жилых домов сталинских проектов 1950-х годов.
Застройка 4-го микрорайона проектировалась как молодёжный жилой комплекс. На крышах домов выполнены навершия в виде полуциркульных кирпичных форм, характерных для архитектуры Рязани 1990-х годов. Подобные навершия можно наблюдать в домах на улице Маяковского. В другой части микрорайона вместо наверший используются огромные, в 3 этажа высотой металлические колонны, расположенные на общественных балконах.
Покровская церковь на площади Новаторов выполнена в неовизантийском стиле. В конце улицы расположены современные многоквартирые дома.
На улице расположены:
- Конечная станция 4 и 10 троллейбусных маршрутов «Улица Крупской»
- Пожарная часть № 4 Московского района
- Средняя школа № 53[20]
- Детская школа искусств № 4
- Детские сады № 22, 115, 106
- Покровская церковь[21]
- ТЦ «Александровский» и районная ярмарка[22]
- Центр науки, традиции и искусства Рязанского кремля[23]
- Городская библиотека № 3 «Традиция»
- Почтовое отделение 390044[24]
- Отделение Социального фонда России по городу Рязани

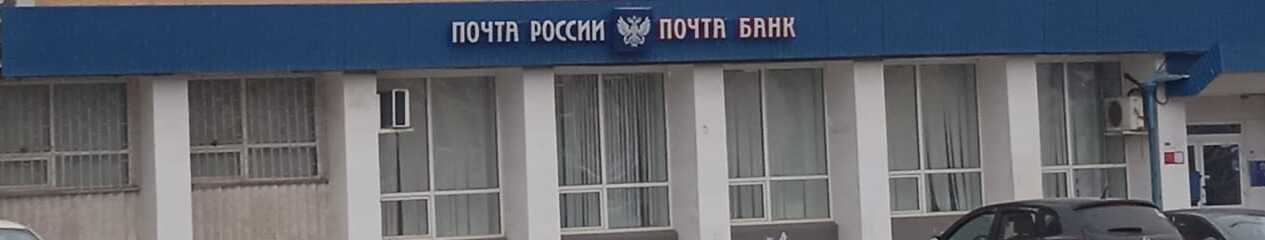
Почтовое отделение 390044

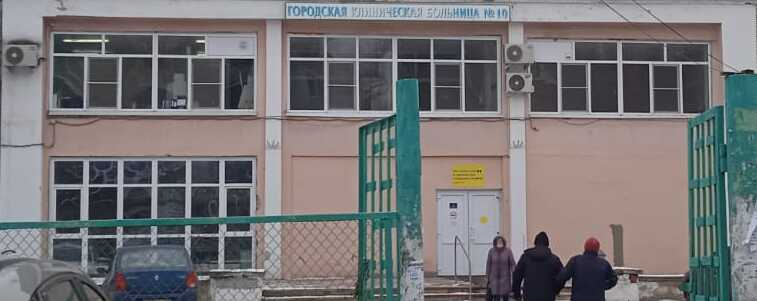
Городская больница № 10

- Многофункциональный центр услуг
- Городская больница № 10[25]

## Транспорт
Через улицу проходят автобусы № 7, 7А, маршрутные такси № 42, 47, 68, 71, 95 и троллейбус № 4. Ранее здесь также проходили маршруты троллейбусов № 11, 17 и автобуса № 4.
| Улица Крупской          | 4 (конечная) | Нет маршрута | 42, 47         |
| Школа                   | 4            | Нет маршрута | 42, 47         |
| Площадь Новаторов       | Нет маршрута | 7,7А         | 42,47,68,71,95 |
| Сельхозакадемия         | Нет маршрута | 7,7А         | 42,47,68,95    |
| Городская больница № 10 | Нет маршрута | 7,7А         | 42,47,68,95    |

| Улица Крупской          | 4 (конечная) | Нет маршрута | 47       |
| Площадь Новаторов       | Нет маршрута | Нет маршрута | 47       |
| Сельхозакадемия         | Нет маршрута | Нет маршрута | 47       |
| Городская больница № 10 | Нет маршрута | 7,7А         | 47,68,95 |